# Shacman

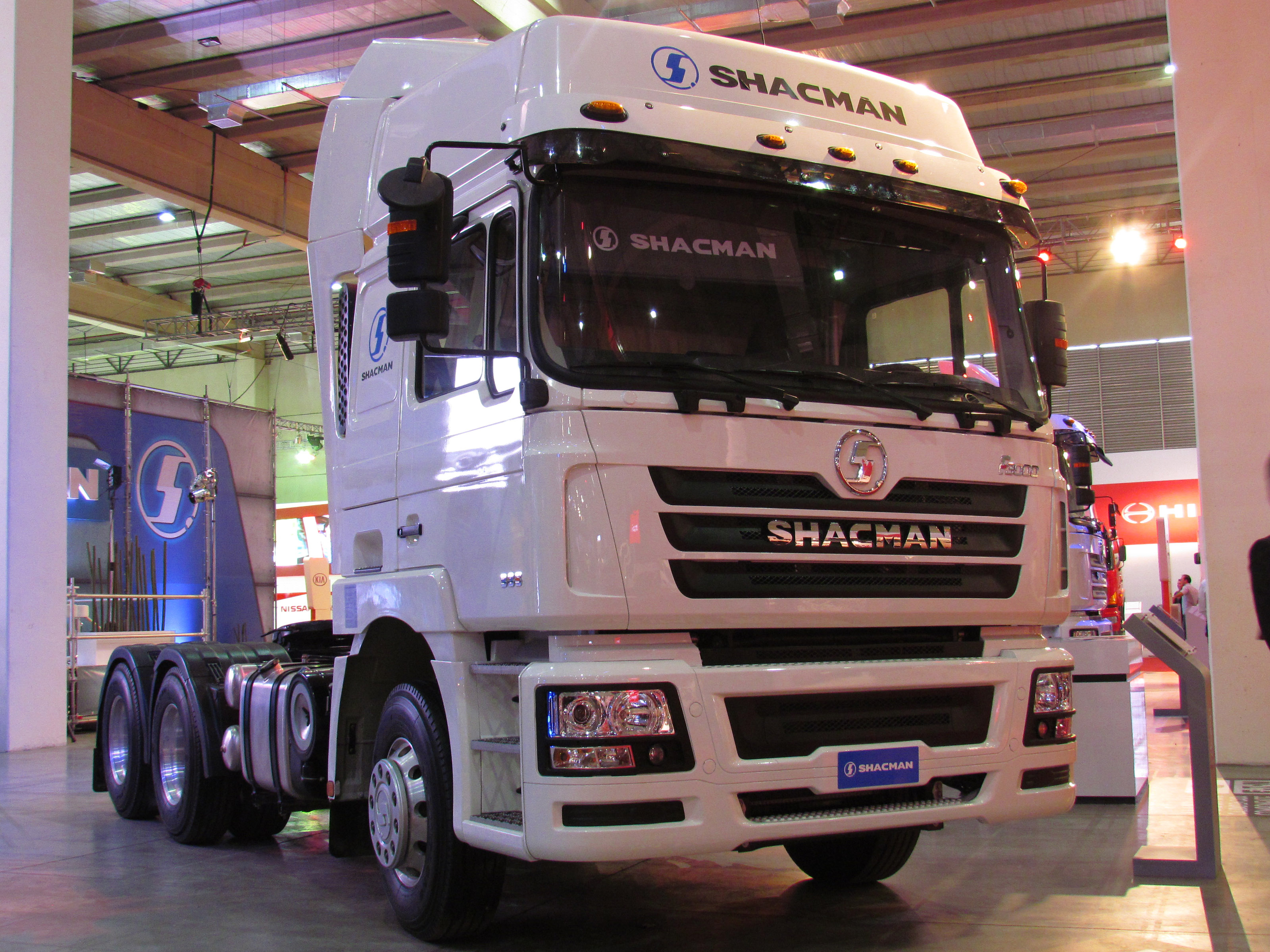
Shacman F3000 385 6x4

Shacman — марка вантажних автомобілів, що випускаються заводом Shaanxi Heavy-duty Automobile Group Co., Ltd. (кит.: 陕汽重卡集团有限公司) у китайському місті Сіань, провінція Шеньсі. У структуру автомобільної групи Shaanxi Automobile Group Co. Ltd., крім власне заводу зі складання вантажівок, входить кілька підприємств, які виробляють вузли, агрегати і запчастини, що застосовуються в конструкції китайських вантажівок інших виробників. Shaanxi HanDe Axle виробляє осі для важких самоскидів і вантажівок, які встановлюються в тому числі на самоскиди Dongfeng. Shaanxi HuaHeng Radiator виробляє радіатори системи охолодження для двигунів важких вантажівок. Повний перелік заводів, що входять в групу Shaanxi Auto налічує 10 підприємств, усі розташовані в провінції Шеньсі.
Сама назва «Shacman» народилося в результаті довгострокового співробітництва компанії MAN (Німеччина) з заводом Shaanxi.
Вантажівка Shacman поєднує німецький дизайн кабіни (прототипом кабіни служить німецький MAN F2000 (MAN F3000), в стандартну комплектацію входять кондиціонер, магнітола, спальне місце) і китайську доступність за ціною.